# Historiographie du livre
L'historiographie du livre est l'étude du livre dans sa production et ses pratiques, dans un vaste contexte économique, social, politique, culturel. Elle fait l'histoire du livre selon les méthodes de l'histoire culturelle, et s'inscrit dans les sciences sociales. Elle recouvre les diverses contributions traitant de la fabrication, l'édition, la diffusion, la possession, la mise en bibliothèque et l'ensemble des pratiques du livre imprimé, mais aussi ses querelles, sa contrefaçon et tous ses acteurs, dont le lecteur, dans leurs complexités.
Cette étude nécessite l'intervention de disciplines comme la codicologie et l'histoire de l'imprimerie, et a donné naissance à l'histoire de l'édition, histoire de la lecture, et est une des sources de l'histoire de la communication sociale et l'histoire des médias.

## Avant leXXesiècle
La « protohistoire du livre » recouvre divers travaux.
Des travaux de bibliographie savante établis par des bibliothécaires, bibliographes, libraires, collectionneurs précèdent l'histoire du livre : Antoine-Alexandre Barbier (1765-1825), Jacques-Charles Brunet (1780-1867), Joseph-Marie Quérard (1796-1867), Antoine-Augustin Renouard (1765-1853) puis Philippe Renouard (1862-1934), Henri Baudrier (1815-1884), Anatole Claudin (1833-1906), Paul Delalain (1840-1924)… Ils font progresser la description et la connaissance des éditions principalement pour les XVe et XVIe siècles.
Les travaux de l'histoire technique et professionnelle (typographie et arts graphiques), et ceux sur la production imprimée de la renaissance en Occident sont le fait de spécialistes, de professionnels ou d'amateurs du livre tels que libraires, bibliothécaires et bibliophiles qui travaillaient en marge de l'histoire officielle et de la reconnaissance académique. « L'histoire littéraire et l'histoire intellectuelle étaient alors fondées exclusivement sur l'étude des œuvres et des auteurs consacrés, et non sur une approche de l'ensemble de la production livresque, ni encore moins de l'objet livre ».

## LeXXesiècle

### La naissance de la discipline
Des universitaires français s'emparent dans les années 1950 de la question du livre et de ses usages, principalement couvrant la période moderne. Depuis la publication de L'Apparition du livre (1re éd., 1958) de Lucien Febvre et Henri-Jean Martin, l'histoire du livre a émergée comme une branche spécifique de l'histoire des mentalités.
L'historien Henri-Jean Martin est considéré comme le père fondateur de l'histoire du livre, .
Des travaux de grande envergure, tels que l'Histoire de l'édition française (1982-1986), l’Histoire des bibliothèques françaises (1988-1992), le Dictionnaire encyclopédique du livre (2002-…) et d'autres projets similaires font la synthèse des avancées des 20 à 40 premières années de l'histoire du livre.
La collecte d'une bibliographie matérielle, et la constitution de la morphologie historique du livre sont toujours en cours.

### Élargissements
La publication de l'Histoire et pouvoirs de l'écrit par Henri-Jean Martin constitue un élargissement de la portée de l'étude du livre imprimé : Ce livre « est aujourd'hui pour moi une étape dans mon effort pour me dégager de l'histoire du livre imprimé avec ce qu'elle comporte de partiel, pour élargir les horizons »
Elle a donné naissance à l'histoire de la lecture dont Roger Chartier est le pionnier en France. Celui-ci a en effet impulsé l'histoire des pratiques de lecture, de la réception et de l'appropriation des textes, avec la publication pivot : L'Histoire de l'édition française
Christian Péligry résume que dans son historiographie, « le livre est tour à tour considéré, au fil de ces pages pleines d'érudition, comme objet, comme marchandise, comme ferment, comme support et véhicule des idées, comme agent de diffusion du savoir, comme élément constitutif d'un ensemble qui a pour nom bibliothèque ».
L’histoire du livre comprend(rait) : l’histoire des images, l’histoire des maisons d’édition, l’histoire de la typographie, la bibliographie matérielle, l’histoire économique du livre, l’histoire des hommes du livre, la circulation des idées, l’histoire de la lecture, l’histoire de la censure, la raison graphique, l’outillage intellectuel, etc. Les approches techniques, politiques, économiques, sociales, culturelles y sont légitimes. Le livre, de son apparition à sa disparition, en passant par ses révolutions.
Des contributions majeures sont par exemple Frédéric Barbier, auteur avec Sabine Juratic et Annick Mellerio du Dictionnaire des imprimeurs, libraires et gens du livre à Paris, 1701-1789 (Genève, Droz, 2007-…), Dominique Varry, Roger Chartier, Jean-Yves Mollier, et d'autres.
Les journées d'échange sur l'Histoire du livre, appelées les « Rencontres Henri-Jean Martin », sont organisées annuellement par 
l’Enssib depuis 2007.

### L'Histoire du livre et ses développements
Sur la censure, l'historien Jean-Yves Mollier a publié en 2020 Interdiction de publier - La Censure d'hier à aujourd'hui.
Sur la contrefaçon et la détection des faux, a travaillé Dominique Varry, et sur la visibilité et fidélité des contrefaçons aux originaux : Jean-Dominique Mellot.
Sur l'histoire des bibliothèques, par exemple l'historienne Emmanuelle Chapron.
L'histoire de la littératie et de l'alphabétisation a trouvé son historienne : Anne-Marie Chartier.